# Smidtia latifrons
Smidtia latifrons är en tvåvingeart som först beskrevs av Richter 1972.  Smidtia latifrons ingår i släktet Smidtia och familjen parasitflugor. Inga underarter finns listade i Catalogue of Life.